# Рыдань (река)
Рыдань (Малая Рыдань) — река в России, протекает по Знаменскому району Орловской области. Левый приток реки Нугрь.

## География
Река Рыдань берёт начало у посёлка Юрковский, течёт на восток. На реке расположены деревни Рыдань, Хотетова, Исаевка и Камынино. Устье реки находится у деревни Камынино в 70 км от устья реки Нугрь. Длина реки составляет 20 км, площадь водосборного бассейна — 122 км².

## Данные водного реестра
По данным государственного водного реестра России относится к Окскому бассейновому округу, водохозяйственный участок реки — Ока от города Орёл до города Белёв, речной подбассейн реки — бассейны притоков Оки до впадения Мокши. Речной бассейн реки — Ока.
Код объекта в государственном водном реестре — 09010100212110000018605.

### Притоки
(указано расстояние от устья)
- 3,8 км: ручей Грязный (пр)